# 九十九島 (西海国立公園)

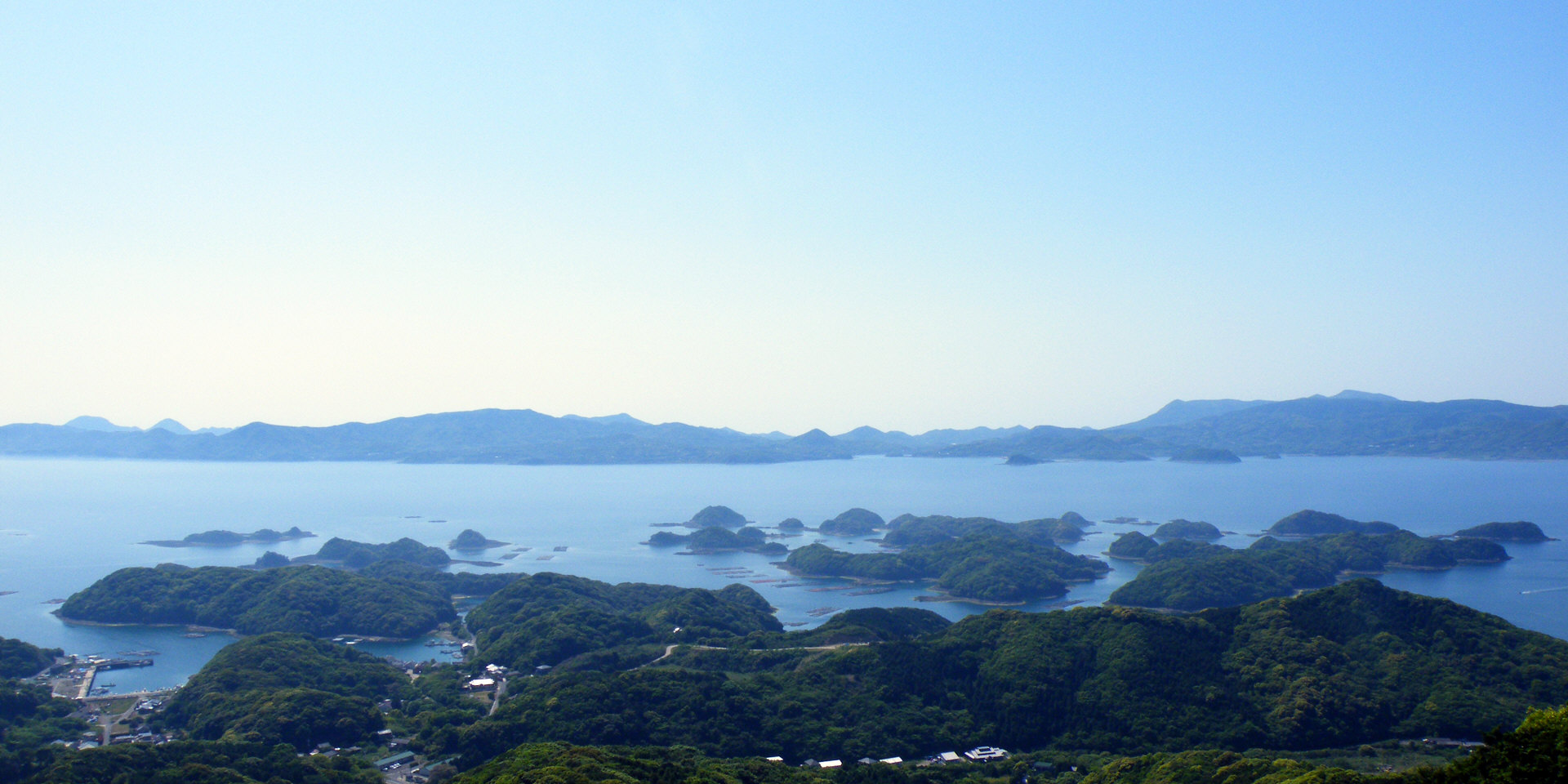
北九十九島（長串山公園より）

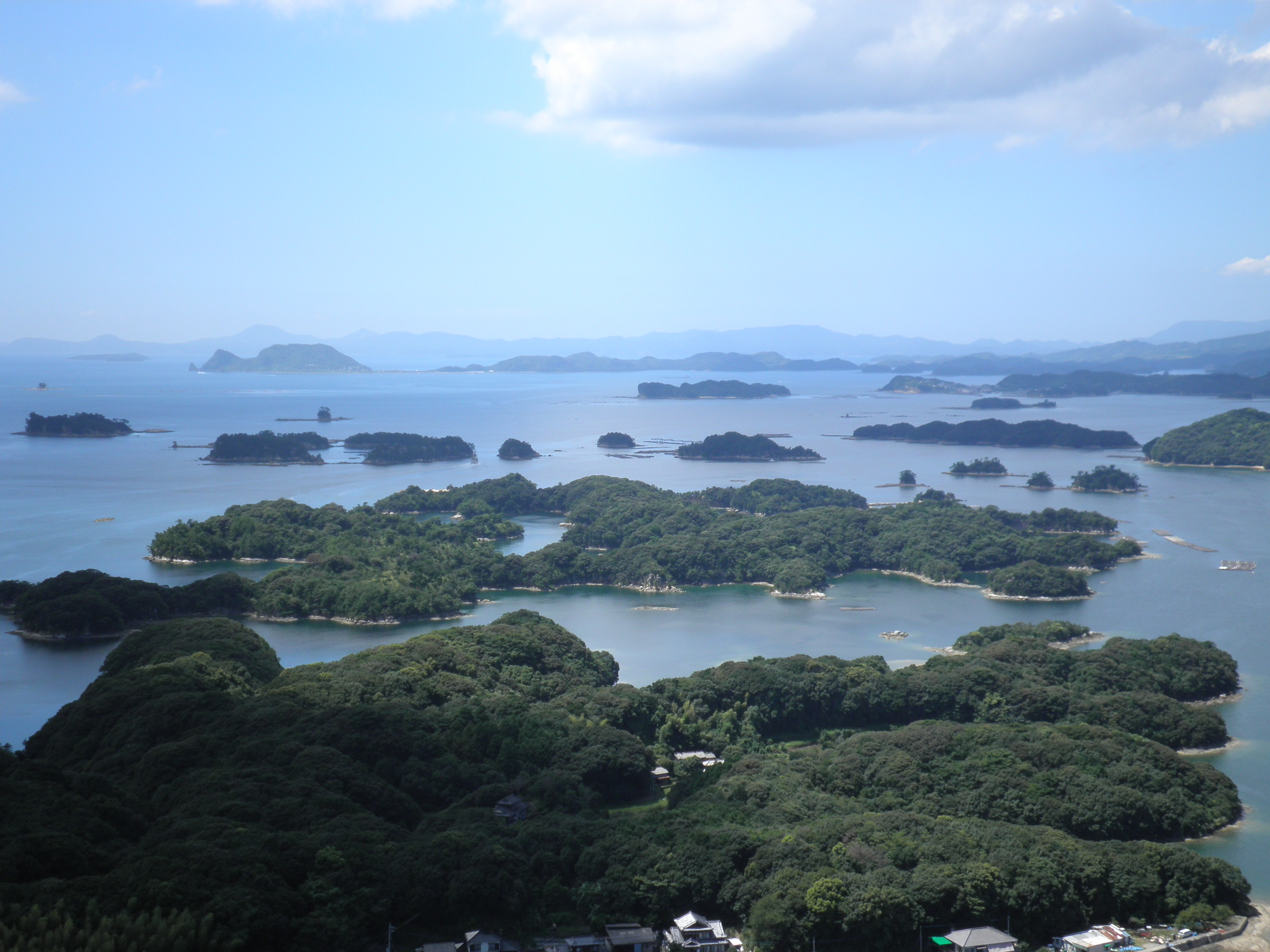
南九十九島（展海峰より）

九十九島（くじゅうくしま）は北松浦半島西岸（相浦〜小佐々町〜鹿町町）に連なる五島灘に面したリアス式海岸の群島である。全域が西海国立公園に指定されている。歴史的・地理的に「相浦 (松浦郡) の九十九島」であり、佐世保 (彼杵郡) の九十九島ではない。

## 地理・概要
全て旧北松浦郡 。島の総数は現在公式には208とされている。これは「九十九島の数調査研究会」の2001年時点調査によるものであるが、島の定義等により異説もある。『西海国立公園 九十九島全島図鑑』（芸文社）著者の澤恵二による実地調査では、満潮時に他の陸地から独立して海面上にあり、植物が生えているという基準で216あるという。
殆どは小さな無人島や岩礁で、人が住む有人島は黒島、高島、それに本土から橋で行き来できる前島と鼕泊（とうどまり）島の4つである。
平戸藩主松浦静山が、出羽国（秋田県）象潟九十九島に倣い名づけたとされる。測量に訪れ、文化10年（1813年）の正月を相浦の内山六右衛門宅で迎えた伊能忠敬は「七十に 近き春にぞ あひの浦 九十九島を いきの松原」と狂歌を残している。
途中の佐々川河口を境として北側を「北九十九島」、南側を「南九十九島」と呼ぶことがある。南九十九島は遊覧船「パールクィーン」が鹿子前（かしまえ）の西海パールシーリゾートから出航している他、シーカヤックやヨット等のマリンスポーツも盛んである。日本百景に選定されている。
また、カキの生産地（天然・養殖とも）でもあり、冬場には地元漁協によるイベントも行われる。
1999年より9月19日を「九十九島の日」としており、この日前後に西海パールシーリゾートで「九十九島の祭典」を開催している。
2018年4月20日、世界で最も美しい湾クラブに加盟することが認定された。

### 主な島
- 黒島
- 高島
- 前島
- 鼕泊（とうどまり）島
- 赤島
- 松浦島
- 亀子島（宮子島）：中潮の干潮程度でも歩いて渡られる。玄武岩が砂岩層（尼潟層）に貫入して出来た島であり、全て砂岩の九十九島の中で唯一、火成岩で出来た島である。玄武岩が貫入する際に熱変成岩も出来ている[6]。
- 上小高島[7][8]：伏見宮博恭王と経子妃も訪れた洗鱗洞（海軍御用達の醤油問屋の別荘）があった。

### 龍宮の正門（音無瀬）
金重島と高島のほぼ中間、浮瀬の北方に暗礁がある。波穏やかな干潮時に海底を見ると、約十尋（ヒロ）の下に大岩石がならび立ち、その上に1枚の岩が覆われて、ちょうど鳥居のように見える。そんな事から昔からここは、竜宮の正門だといわれている。

## 九十九島八景
市が認定した九十九島の景観を鑑賞できる主なビュースポットである。
- 弓張岳展望台
- 展海峰
- 鵜渡越展望台（外部リンク参照）
- 石岳展望台
- 船越展望所
- 高島番岳（外部リンク参照）
- 冷水岳公園（外部リンク参照）：藤浦洸の「天と地との和 ここに極まるを見る ここちよし」という詩碑あり。
- 長串山公園 : ツツジの名所。
- 九十九島観光公園（外部リンク参照）

## 動植物
- カブトガニ : 2005年11月、全長約80cm・重さ5kgになる国内最大級のものが捕獲された[11]。
- カノコユリ : 市花
- トビカズラ : 日本国内では熊本県山鹿市菊鹿町相良と九十九島の時計（トコイ）島だけに自生している。

## 関連した作品
舞台としたり、ロケが行なわれて九十九島が作中に登場するもの。
- 美しき天然（田中穂積が武島羽衣の詩に九十九島を重ね合わせ作曲）
- ラスト サムライ
- 釣りバカ日誌16 浜崎は今日もダメだった♪♪
- ゲド戦記（映画）
- 坂道のアポロン

## その他
- 1963年から1968年まで「九十九島」を愛称とする準急列車・急行列車が博多駅 - 長崎駅（筑肥線・松浦線・大村線経由）に運転されていた。同列車は1968年10月ダイヤ改正で「平戸」（1988年廃止）に改称されたが、その後2001年になって佐世保市で翌年の市制100周年に合わせて佐世保線の特急列車「みどり」の列車名を「九十九島」に改称しようという市民運動が起こり、市内を中心に署名を収集してJR九州へ提出した。この改称自体は2013年まで実現していないが、同年5月6日に「みどり」の臨時列車が「九十九島みどり」の列車名で下り1本・上り2本運行され、車内で九十九島せんぺいの配布や九十九島のPRなどが行われた。「九十九島みどり」は2013年のお盆のシーズンにも運行される予定である。
- 1991年から2008年まで高速バス「九十九島号」が西鉄高速バス・西肥バスにより北九州（砂津） - 佐世保（佐世保駅前）間に運行されていた。
- 2010年に佐世保市に編入合併された北松浦郡鹿町町では町内の北九十九島に属する島をもって「九十九島免」として独立した地名（大字）としていた。合併に伴い旧大字の地域に新しく設置された町の名称は「鹿町町九十九島」となっている。

## 関連文献
- 伊藤弘「佐世保における九十九島と内陸の結びつきの変遷」『日本建築学会計画系論文集』第77巻第682号、日本建築学会、2012年、2763-2769頁、doi:10.3130/aija.77.2763、2016年12月4日閲覧。